# 1127 dans les croisades
Cette page regroupe les évènements concernant les Croisades qui sont survenus en 1127 : 
- Zengi devient atabeg de Mossoul[1].